# اونیماسا
اونیماسا (انگلیسی: Onimasa) یک فیلم درام ژاپنی به کارگردانی هیدئو گوشا است که در سال ۱۹۸۲ منتشر شد. ماساکو ناتسومه بابت ایفای نقش در این فیلم برندهٔ جایزه روبان آبی بابت «بهترین بازیگر زن» شد.

## بازیگران
- تاتسویا ناکادای در نقش اونیماسا
- ماساکو ناتسومه
- تتسورو تامبا
- ایتارو اوزاوا
- کوجی یاکوشو
- ماری ناتسوکی
- میکیئو ناریتا
- شیما ایواشیتا
- ریوهی اوچیدا